# Durance, Lot-et-Garonne
Durance är en kommun i departementet Lot-et-Garonne i regionen Nouvelle-Aquitaine i sydvästra Frankrike. Kommunen ligger i kantonen Houeillès som tillhör arrondissementet Nérac. År 2022 hade Durance 268 invånare.

## Befolkningsutveckling
Antalet invånare i kommunen Durance
| Referens: INSEE |